# Juan Bardina
Juan Bardina Castará (en catalán: Joan Bardina i Castarà, San Baudilio de Llobregat, 27 de mayo de 1877-Valparaíso, 10 de julio de 1950) fue un pedagogo, empresario y escritor español. Persona de profundos ideales catalanistas y federalistas, fue militante carlista en su juventud.

## Biografía
Nacido en la localidad barcelonesa de San Baudilio de Llobregat, se doctoró en filosofía y letras por la Universidad Central de Madrid. Y descubrió en la educación lo que era imposible lograr con la política: la transformación social y cultural en clave catalana.
De orígenes muy humildes, su facilidad para el estudio, la precaria economía familiar, y el acentuado espíritu religioso de su madre, le llevaron al Seminario de Barcelona, en el cual ingresó con diez años y del que salió con diecinueve. Después de tensiones con sus superiores, abandonó el Seminario y viajó a México. Entre 1896 y 1899 cursó bachillerato en el Instituto de Gerona, y a continuación ingresó en la Facultad de Filosofía y Letras de Barcelona.
Estudió y prestó atención a toda la pedagogía de fuera de España, aunque tuvo algunos contactos y afinidad con algunas escuelas de rasgos modernos de ese país (Institución libre de enseñanza). Defendió siempre la neutralidad religiosa y la coeducación de sexos. Estuvo en contacto con Enric Prat de la Riba y tuvo su apoyo; de la Riba se interesó en el proyecto educativo de Bardina.
Fue un notable estudioso del carlismo, pero no se limitó a investigar como erudito las bases fundamentales del mismo, sino que participó activamente en el movimiento al menos desde 1895. Publicó sus dos primeros artículos sobre el catalanismo en 1897 en la revista mensual Biblioteca Popular Carlista. La edición del semanario carlista Lo Mestre Titas (1897-1900) le trajo problemas, multas y suspensión, el 29 de abril de 1900. En mayo de 1902, Bardina fue detenido por unos artículos escritos en La Barretina, y liberado rápidamente. En la intentona de Badalona de octubre de 1900 fue detenido con otros simpatizantes, incluidos militares carlistas. La amistad de Bardina con el gobernador de Barcelona (era profesor particular de su hijo) facilitó su liberación. Cada vez más cercano a Prat de la Riba, en 1903 se separa públicamente del carlismo por desavenencias con el jefe regional, Luis María de Llauder, quien puso de manifiesto las incoherencias e inconstancia de Bardina. En respuesta, Bardina afirmaría cínicamente que no había sido nunca carlista.
El 1906, Bardina abre su “Escola de Mestres” que funcionó durante cuatro años. La escuela tuvo todo tipo de recursos gracias a la capacidad inventiva de Bardina y de sus seguidores, pero siempre careció de recursos económicos. El 1909 Bardina crea la revista de educación donde se hacía mención a la “Escola de Mestres” y a la nueva pedagogía revolucionaria naciente.
Después del fracaso económico de la escuela y de la falta de apoyo político de Prat de la Riba, Bardina estuvo trabajando un tiempo en la institución Spencer; una escuela de carácter burgués pero con rasgos comunes a la ideología de Bardina (participación del alumnado en la administración, memorizar sin caer en el memorismo, sin libros de texto). Unos años después esta institución también desapareció de un plumazo como lo hizo la “Escola de mestres”.
A los treinta y cinco años de edad, frustrados sus ideales educativos, viajó becado a Francia con varios de sus alumnos. Observó que la pedagogía francesa no distaba mucho de la española, y pocos años después partió hacia Bélgica y Holanda donde conoció a Ovide Decroly.
A su regreso a Barcelona quería ir hacia Colombia puesto que “permanecer en Barcelona sería matarme”, pero tuvo la oportunidad de trabajar en la Universidad de La Paz (Bolivia), y allí fue. En La Paz revolucionó con sus ideas a los estudiantes bolivianos, lo que hizo dimitir al ministro de educación de la época, y finalmente abandonó el país por peligrar su vida. 
Se exilió entonces en Chile, donde se casó y tuvo cuatro hijos. Fundó el anuario internacional americano y para sus trabajos viajó por el resto de Sudamérica.
En Chile, Bardina tuvo contacto con la colonia española (singularmente, la Unión Patriótica Española de la Provincia de Aconcagua) y prologó el libro Hispanismo de Francisco Araya Bennett. Además fue creador de una publicación llamada "Semanario Internacional", de gran éxito en su época, así como cofundador del Círculo de la Prensa de Valparaíso. En el ámbito académico, fue profesor de Derecho del Trabajo en la entonces Escuela de Derecho de Valparaíso de la Universidad de Chile, actual Escuela de Derecho de la Universidad de Valparaíso.
Bardina emigró de España a Chile por su actitud revolucionaria, que chocaba de frente con algunas instituciones y autoridades españolas. Su ciudad natal le dedicó una calle, y también un colegio de la misma lleva su nombre.
Las ideas de esta fuerte personalidad intelectual influyó en el pensamiento de muchos, y entre ellos en su coterráneo Agustí Chalaux, quien en 1984 y al fundar en Barcelona un centro de estudios e investigaciones sociales, en su honor puso su nombre a la naciente institución.

## La pedagogía política de Bardina en Cataluña
Defensor de la educación nacionalista catalana, consideraba que la educación que provenía del estado español debía “adaptarse y organizarse en función de las necesidades y carácter de la civilización catalana”. Bardina aspiraba a una educación con autonomía pedagógica y lingüística, aunque sabía que éstas son condición previa pero que no garantizan el éxito. Quería ofrecer sus ideas y su apoyo a los poderes públicos educadores, capaces ellos de resolver y organizar la cuestión pedagógica catalana.
Durante el periodo de 1902 a 1911, intervino activamente en todo lo referente a la educación y cultura catalana: congresos, campañas periodísticas, instituciones, programas políticos de los partidos, revistas, etc.
Bardina logró aglutinar las diferentes ideas pedagógicas que fueron surgiendo alrededor de la Lliga Regionalista. Acordó con Prat de construir un patronato de escuelas catalanas, que aglutinara todos los esfuerzos dispersos que iban surgiendo en el resto de Cataluña, para la reforma y la transformación pedagógica de las escuelas existentes, aunque finalmente esto nunca fue posible por la marcha atrás de Prat de la Riba en los momentos más decisivos. 
Desde el ayuntamiento de Barcelona se creó un presupuesto extraordinario de cultura que, de aprobarse, le daría liquidez económica y viabilidad a la escuela de Bardina y al resto de las escuelas progresistas (coeducación y libertad religiosa) de Barcelona. Finalmente el presupuesto se paralizó por críticas y presiones de la iglesia, entre otros factores, acabando así con la esperanza de Bardina.
Bardina estaba en una situación delicada porque la iglesia lo consideraba como hereje por proponer la coeducación, y por otro lado, la liga usó las ideas de Bardina con fines político-educativos, excediendo así el marco fundamentalmente técnico-pedagógico.

## Bardina y la Institución Libre de Enseñanza
La Institución Libre de Enseñanza se fundó en Madrid hacia 1870 y estaba dirigida por anarquistas, espiritualistas, masones y librepensadores, que querían una educación diferente a la estatal y religiosa que imponía el estado. En el resto de España surgieron escuelas basadas en las ideas de la institución, y en Cataluña se fundó una en Sabadell. A los pocos años, por presiones cerró (1909) acusada de escuela anarquista.
Giner fue impulsor de la institución en España y era amigo de Bardina, el cual tuvo mucho contacto e influencia de las ideas pedagógicas de la institución.
Tanto Giner como Bardina querían hacer hombres, no intelectuales. Personas de provecho, creativos, trabajadores y críticos con el "statu quo". Así ambos sabían que para ello era necesario el amor y la entrega total del maestro a cada uno de sus alumnos.
Ambos pedagogos querían romper con la pasividad del alumnado, suprimir la cátedra del maestro, y convertir el aula en un taller donde el maestro fuera un guía y sus alumnos una familia. Se abolió el sistema de premios y castigos, el memorismo y los libros de texto (sustituidos por apuntes personales).
Las diferencias entre la Institución de Giner y la escuela de Bardina fueron estrechándose gracias al intercambio de información entre ambas, pero la más clara diferencia radicaba en que la escuela trataba de enseñar a maestros, y la institución a jóvenes de primaria y secundaria.

## Libertad, tiempo y educación en la escuela de Bardina
Bardina concibe la educación como el desarrollo progresivo de las facultades humanas, como una educación progresiva e integral permanente que prepara para la vida. No pueden faltar el optimismo, la confianza, la disciplina, el entusiasmo y el hábito. Concibe la educación como una preparación para la vida actual, y considera que todo alumno debe ser sometido a un “régimen del esfuerzo libre y graduado”: Hacer operar al niño progresivamente entre dificultades en función de sus fuerzas y posibilidades; Algo similar a un entrenamiento.

## La “Escola de mestres”
La escuela de maestros es la obra capital de Bardina. Es una conquista cultural progresiva donde los maestros educados en la escuela de Bardina poco a poco irían asumiendo la responsabilidad como profesores en las escuelas catalanas.
Su pedagogía era activa. Los estudiantes vivían en un clima de libertad, de alta creatividad, de exigencia intelectual entre profesores y alumnos, y sobre todo de autogestión escolar.
Dentro de la escuela existían las “sociedades” que agrupaban a los alumnos según sus intereses. Los alumnos eran de clase generalmente baja.
No existían exámenes sino una evaluación continuada, con un trato muy individualizado para la época.
El primer año los profesores de la escuela no cobraban y eso generó algunos problemas. A partir del segundo año sí que cobraban los profesores. De todos modos la escuela de Bardina era muy económica, puesto que entre profesores y alumnos gestionaban la escuela al completo. No existía personal subalterno. Todo se autogestionaba por profesorado y alumnado.
El maestro debía ser ante todo persona para poder ayudar a los demás; Bardina concibe al maestro como “sacerdote” y como un apasionado de vocación por la educación. Educación de la voluntad, iniciativa, confianza, y perseverancia.
Los maestros eran compañeros y se compartía todo. La confianza por parte del maestro frente a sus alumnos era total; porque esto es bueno para el joven. Bardina vivía los intereses de sus alumnos, y aprovechaba cualquier situación para educar y ser compañero a la vez. La autoresponsabilidad que sentían los alumnos les hacía sentir la escuela como suya.
Bardina también plantea la educación física como pilar de la educación integral, para hacer hombres fuertes, potentes y armónicos. Rechazaba lo que él llamaba las escuelas latinas que sólo se preocupaban del intelecto, y daba importancia a los trabajos artesanales complejos o simples.
Este modelo educativo se puede considerar el precedente y fundamento intelectual de la escuela catalana sita en Barcelona Súnion, desde su fundación bajo el franquismo en los años 1970 hasta al menos los años 1990 con la muerte de su fundador.

## Simpatías por el fascismo y el nazismo
Durante la década de 1930 y la Segunda Guerra Mundial, Bardina se declaró admirador del fascismo y de Hitler y Mussolini, a los que dedicó grandes elogios en el periódico La Semana Internacional. También acogió con simpatía el programa social de la Falange Española y formó parte del grupo de intelectuales atraído por el Movimiento Nacional-Socialista de Chile dirigido por Jorge González von Marées.
Durante la guerra civil española mostró su adhesión al bando nacional y se mostró cautelosamente esperanzado en que el general Franco llevase a cabo la reforma agraria que promovían los falangistas, señalando la contradicción que arrastraba la derecha española, desde la CEDA de Gil Robles, entre programas sociales proclamados y la práctica política, expresando que «La mediería es precisamente el régimen anticristiano más fundamental y el más esencialmente explotador. Puede aceptarse en contadas situaciones como mal menor. Donde hay latifundismo tan exacerbado y atrasado como Extremadura, constituye el colmo de la opresión popular».

## Obras
- Catalunya Autónoma (1899)
- Táctica de Infantería (1899)
- Catalunya y els Carlins (1900)
- Aparisi y Guijarro, apuntes biográficos del que fue honra de España y gloria de la Comunión Tradicionalista (1900)
- Orígenes históricos del Carlismo (1900)
- Los carlo-traidores
- L'Estat no es la Patria (1904)
- Resum de Gramàtica Catalana (1907)
- Gramática pedagògica de la llengua catalana: curs elemental (1907)
- Modos de defenderse en la calle sin armas: lecciones prácticas de boxeo, jiu-jitsu, lucha greco-romana, etc (1914)
- Orígenes de la tradición y del régimen liberal (Barcelona, 1916) (segunda edición revisada de Orígenes históricos del Carlismo)
- Los hijos bien educados: guía práctica para la educación de los niños en la familia (1916)
- Leyenda superficial: la supuesta inferioridad de los españoles (Santiago de Chile, 1918)
- Casos vivos de educación infantil (Chile)
- La energía de la voluntad (cómo se llega a la dominación y a la vida intensa) (Barcelona)
- Gimnasia de las profesiones (1920)
- El Règim de llibertats dels escolars i altres escrits
- Higiene moderna : (manual hispanoamericano): qué es nuestra cuerpo: cómo funciona, cómo se conserva, como se cura : explicaciones sencillas, abundantes grabados, recetas domésticas, : higiene del recién nacido
- Come y gasta menos y aliméntate más (1939)